# Economía del Imperio bizantino

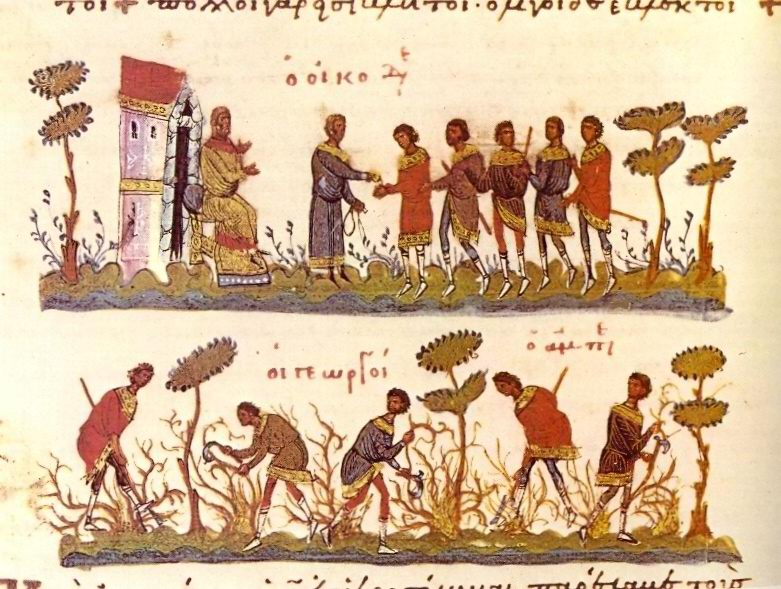
Parable De los Trabajadores en la Viña. Trabajadores en el campo (abajo) y tiempo de paga (arriba), Evangelio bizantino de.

La economía bizantina fue una de las economías más sólidas del Mediterráneo durante muchos siglos. Constantinopla fue un centro principal en una red económica que en varias ocasiones se extendió por casi toda Eurasia y el norte de África. Algunos estudios sostienen que, hasta la llegada de los árabes en el siglo VII, el Imperio Romano Oriental tenía la economía más poderosa del mundo. Las conquistas árabes, sin embargo, representarían un declive sustancial de las fortunas que contribuyó al estancamiento. Las reformas de Constantino V (c. 765) marcaron el inicio de un renacimiento que continuó hasta 1204. Desde el siglo X hasta el final del XII, el Imperio Bizantino proyectó una imagen de lujo, los viajeros se impresionaban por la riqueza acumulada en el capital. Todo esto cambió con la llegada de la Cuarta Cruzada, que fue una catástrofe económica. Los Palaiologoi intentaron reactivar la economía, pero el estado bizantino ya no obtendría el control total de las fuerzas económicas nacionales o extranjeras.
Una de las actividades fundamentales era el comercio. El estado controlaba estrictamente el comercio interno e internacional, y conservaba el monopolio de emitir monedas. Constantinopla siguió siendo el centro comercial más importante de Europa durante gran parte de la era medieval, puesto que mantuvo hasta que la República de Venecia comenzó lentamente a superar a los comerciantes bizantinos en el comercio; primero a través de la exención de impuestos bajo el Komnenoi, luego bajo el Imperio Latino..

## Historia económica y fiscal
Las invasiones bárbaras afectaron la economía Imperial más en occidente que en oriente.
Durante el reinado de Diocleciano la zona oriental del imperio ingresó al año 9 400 000 solidi, de un total de 18 000 000 solidi recaudados en todo el Imperio Romano. Estas estimaciones se pueden comparar con el recaudación anual del año 150 d. C.: 14 500 000 solidi y la recaudación de año 215 d. C.: 22 000 000 solidi. Al final del reinado de Marciano, el ingreso anual para el imperio oriental fue de 7 800 000 de sólidos, lo que le permitió acumular alrededor de 100,000 libras de oro o 7 200 000 de oro solidi para el tesoro imperial. Estiman que durante el período de Diocleciano a Marciano, la población y la agricultura del Imperio Oriental disminuyeron poco. En realidad, las pocas cifras conservadas muestran que las ciudades más grandes del este crecieron algo entre los siglos III y V. Por el reinado de Marciano, las dificultades del Imperio Oriental parecen haberse aliviado, y siendo probable que la población haya comenzado a crecer por primera vez en siglos.
La prosperidad de Constantinopla permitía que al final del reinado de Anastasio I la tesorería almacenara 23 000 000 solidi (320 000 libras de oro). Su sucesor , Justino I, acrecentó el tesoro pese a que al celebrar su consulado se gasto 3 700 libras de oro. Justiniano I heredó un excedente de 28 800 000 del reinado de Anastasio I y Justino I. Antes de las reconquistas de Justiniano, el estado tenía un ingreso anual de 5 000 000 solidi, que aumentó aún más después de sus reconquistas en 550. Pese a sus éxitos al final del reinado de Justiniano la recaudación había disminuido, en parte debido a la plaga de Justinianoy las guerras romano-sasánidas (Justiniano gastó grandes cantidades de dinero en tributos al Imperio sasánida) que dañaron la economía.
Además realizó varios gastos en construcción como en la reconstrucción de Santa Sofía que costó 20 000 libras de oro.
Los sucesores de Justiniano también pagaron tributos a los estados enemigos: Justino II se vio obligado a pagar 80 000 monedas de plata a los Avaros por la paz; su esposa Sofía pagó 45 000 solidi a Cosroes I a cambio de una tregua de un año. Tiberio II Constantino regalo el dinero de la reserva durante cuatro años.
Después del reinado del emperador Heraclio el solidus (plural: solidi) empezó a llamarse nomisma (plural: nomismata) debido a que el emperador Heraclio cambió el idioma oficial del imperio del latín a griego en alrededor de 620.
Las guerras árabo-bizantinas redujeron el territorio del Imperio en el siglo séptimo y la economía se desplomó. En 780, los ingresos del Imperio Bizantino disminuyeron a solo 1 800 000 nomismata .
Desde el siglo VIII en adelante, la situación económica del Imperio mejoró dramáticamente. Esto fue una bendición para Bizancio en más de una forma; La economía, la administración de la acuñación de oro y el cultivo de la península de Anatolia sirvieron para satisfacer las constantes demandas militares. Como Bizancio estaba en un constante estado de guerra con sus vecinos, el ejército requería que las armas fueran fabricadas por las ciudades más grandes (como Salónica), mientras que las ciudades más pequeñas estaban sujetas a pedidos de cereales, vino e incluso galletas de los oficiales imperiales. A pesar de que la paga de los soldados era mínima, los grandes ejércitos ejercían una considerable presión sobre Bizancio. Como las monedas de oro se gastaban en soldados para servir en el ejército, que con el tiempo gastarían su dinero en adquirir sus propios bienes y muchos ingresos volverían al estado en forma de impuestos. Como resultado, la economía bizantina era autosuficiente, lo que le permitió prosperar en la Edad Media. El éxito del ejército bizantino fue en gran parte debido al éxito de su economía.
Alrededor de 775, los impuestos a la tierra y capitación produjeron un estimado de 1 600 000 nomismata anualmente para el imperio. El comercio durante este período se desplomó, por lo que solo contribuyó con 200 000 nomismata por año. Los gastos de este período fueron bastante grandes en comparación con los ingresos anuales. Anualmente cerca de 600 000 nomismata fueron a la nómina del ejército mientras que otros costos militares tomaron los otros 600 000 nomismata anualmente. Apoyar a la burocracia bizantina necesitaba 400 000 nomismata. Además, la generosidad imperial costaba al tesoro 100.000 nomismata todos los años. Todos estos gastos significaron que el gobierno bizantino tenía solo alrededor de 100 000 nomismata en ingresos excedentes cada año por tratados, sobornos o regalos.
Los gastos se dispararon nuevamente cuando un enorme ejército musulmán invadió el imperio en 806, forzando a Nikephoros I a pagar un rescate de 50 000 monedas de oro y un tributo anual de 30 000 monedas de oro. Para impresionar al califa de Bagdad, Theophilos distribuyó 36 000 monedas de oro a los ciudadanos de Bagdad, y en 838, se vio obligado a pagar 100 000 dinares de oro al califa. La recuperación económica bizantina a principios del siglo noveno se puede ver por el hecho de que el emperador Theophilos pudo dejar 7 000 000 nomismata en el tesoro imperial para su sucesor en 842. Después de la muerte de Theophilos su esposa Theodora II continuó sus políticas exitosas e incluso aumentó las reservas imperiales a 7 848 000 nomismata.
Alrededor de 850, los impuestos a la tierra y capitación produjeron un estimado de 2 900 000 nomismata anualmente para el imperio. El comercio durante este período aumentó dramáticamente, contribuyendo con 400 000 nomismata anualmente. Los gastos del período aumentaron, pero fueron manejables por la tesorería. Aproximadamente 1 400 000 nomismata fueron a la nómina del ejército anualmente mientras que otros costos militares tomaron otros 800 000 nomismata. Apoyar a la burocracia bizantina necesitaba 500 000 nomismata . Además, la generosidad imperial le costaba al tesoro 100 000 nomismata cada año. Todos estos gastos significaba que el gobierno bizantino tenía alrededor de 500 000 nomismata en ingresos excedentes cada año, mucho más que en el siglo VIII.
Desafortunadamente, durante el gobierno de su hijo Miguel III el beodo las reservas se redujeron a unos 100 000 nomismata. Gracias a las prudentes políticas económicas de Basilio I, el estado recaudó rápidamente 4 300 000 nomismata, mucho más incluso que el ingreso anual anterior del imperio de 3 300 000 nomismata.
Desde el siglo X, hasta finales del siglo XII, el Imperio bizantino proyectó una imagen de riqueza y lujo. Las reformas de Constantino V (c. 765) marcaron el inicio de un resurgimiento que continuó hasta 1204. Los viajeros que visitaron su capital quedaron impresionados por la riqueza acumulada en Constantinopla; riquezas que también sirvieron a los propósitos diplomáticos del estado como un medio de propaganda y una manera de impresionar a los extranjeros, así como a sus propios ciudadanos. Cuando Liutprand de Cremona fue enviado como embajador a la capital bizantina en la década de 940, se sintió abrumado por la residencia imperial, las lujosas comidas y el entretenimiento acrobático.
Nikephoros II pagó a Sviatoslav I 15,000 libras de oro para invadir Bulgaria en 968.
En el momento de la muerte de Basilio II en 1025, el ingreso anual había aumentado a 5 900 000 nomismata , lo que le permitió acumular un gran excedente de 14 400 000 nomismata (200 000 libras de oro) en la tesorería de su sucesor.
Sin embargo, la economía bizantina entró en un largo declive hasta que la dinastía Comena pudo revivirla. Después de la batalla de Manzikert, Alp Arslan al principio sugirió al Emperador Romano IV un rescate de 10 000 000 monedas de oro, pero luego lo redujo a 1 500 000 monedas de oro con otras 360 000 monedas de oro al año.
A cambio de una alianza, Alejo I envió 360 000 monedas de oro al emperador Enrique IV. La riqueza del imperio bajo los Comenos puede verse por cómo el emperador Manuel I llegó a pagar para rescatar de los musulmanes a algunos prisioneros latinos 100 000 dinares, por ejemplo, pago 150 000 dinares para Bohemundo III en 1165, 120 000 dinares para Raynald de Châtillon, y 150 000 dinares para Baldwin de Ibelin en 1180.
Cuando Manuel se convirtió en emperador, ordenó que se entregaran 2 monedas de oro a todos los dueños de casas en Constantinopla y 200 libras de oro (incluidas 200 monedas de plata al año) para la Iglesia Ortodoxa del Este.
Cuando su sobrina Teodora se casó con el rey Balduino III de Jerusalén en 1157, Manuel le regaló una dotación de 100 000 monedas de oro, 10 000 monedas de oro para gastos de matrimonio y regalos (joyas y prendas de seda) por un total de 14 000 monedas de oro. El costo de la participación de Manuel en Italia debe haberle costado mucho dinero a la tesorería (probablemente más de 2 160 000 de hiperpira o 30,000 libras de oro).
Luego él también prometió pagar 5 000 libras de oro al Papa y la Curia. Durante su reinado, Manuel compró una joya muy rica (por 62 000 marcos de plata).) que terminaría siendo usado durante la coronación del emperador latino Balduino I. La fuente principal de la riqueza del estado en el siglo XII fue el kommerkion, un arancel aduanero aplicado a Constantinopla sobre todas las importaciones y exportaciones, que se informó que recolectó 20 000 hyperpyra por día. Esto, combinado con otras fuentes de ingresos, significaba que los ingresos anuales del imperio eran de 5 600 000 de hyperpyra en 1150. Bajo los emperadores Comnenos se otorgaron muchas exenciones de derechos comerciales a los comerciantes italianos, se estima que dejaron de ganar aproximadamente 50,000 hyperpyra al año. Una embajada veneciana visitó Constantinopla en 1184 y se llegó a un acuerdo de que se pagaría una compensación de 1 500 libras de oro (o 108 000 hyperpyra) por las pérdidas incurridas en 1171. Al final del reinado de Manuel I, la cantidad de dinero utilizado para mantener a la familia imperial Comnena era capaz de mantener un ejército de 100 000 hombres.

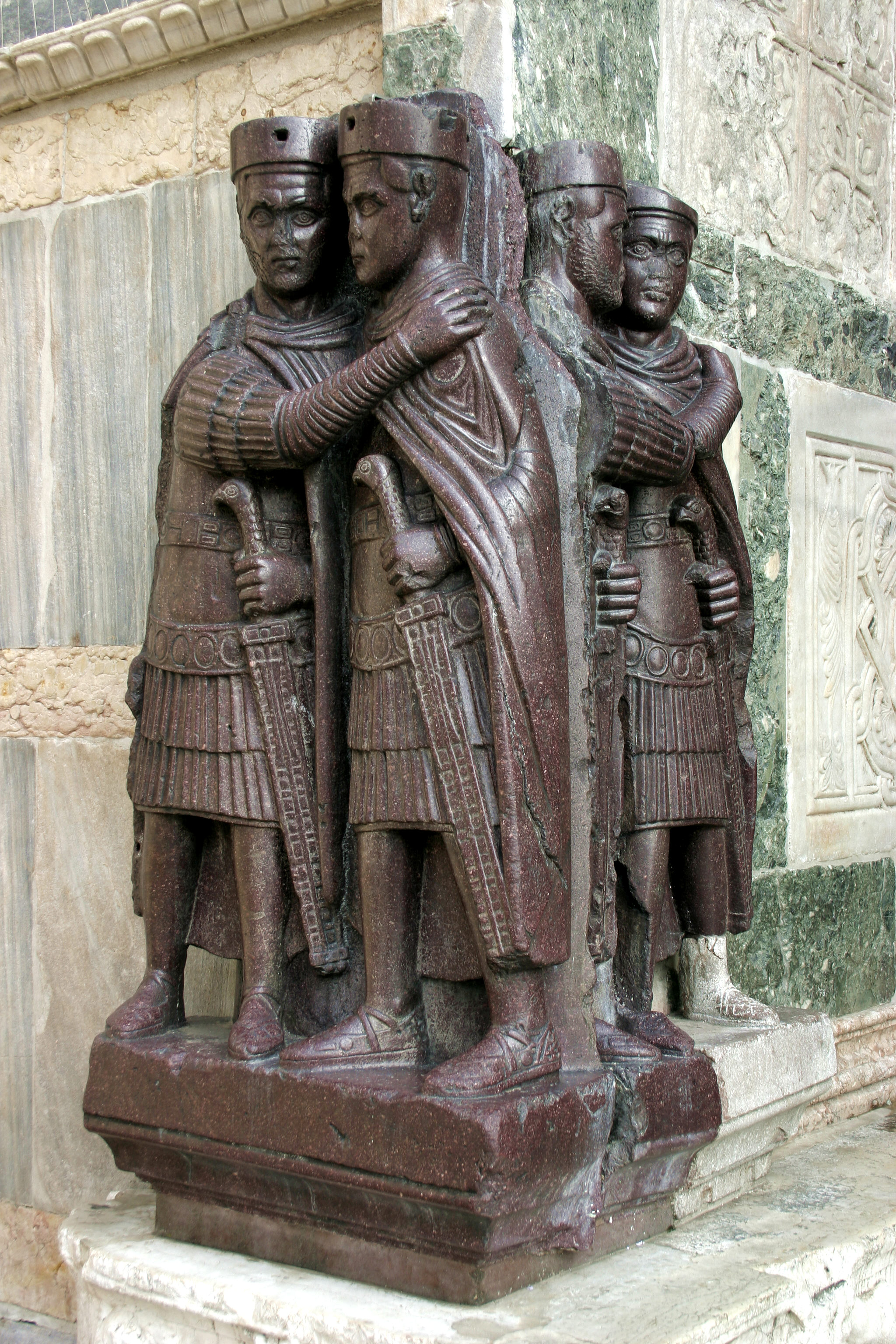
Estatua de pórfido de los tetrarcas. Fue saqueado de Constantinopla y colocado en la fachada de la iglesia de San Marcos, Venecia.

Después de la desaparición de los Komnenoi, la economía bizantina declinó debido al impacto de varios factores: el desmembramiento del Imperio después de 1204, las pérdidas territoriales sucesivas a manos de los turcos (aunque la interacción económica de los territorios bizantinos con sus territorios perdidos continuó), y la expansión italiana en el Mediterráneo y el Mar Negro. Isaac II Angelos se convirtió en Emperador en 1185 por medios de disturbios que aprovecharon el caos, entraron a palacio y se llevaron 1 200 libras de oro, 3 000 libras de plata y 20 000 libras de monedas de bronce. En 1195, Enrique VI del Sacro Imperio Romano Germánico obligó al Emperador Bizantino Alexios III Angelos pagarle un tributo de 1 000 libras de oro (originalmente 5 000 libras de oro) y en 1204, Alexios III tomó 1 000 libras de oro (72 000 de hiperpiración) cuando huyó de Constantinopla durante el asedio de Constantinopla por los cruzados.
El emperador puesto por el asedio a Constantinopla el año 1203, Alejo IV, se negó a pagar a los cruzados motivo por el cual el año siguiente asaltaron la ciudad saqueándola y estableciendo el imperio latino. La presencia del ejército cruzado no solo conllevo un saqueo violento que dispersó y destruyó la riqueza acumulada sino que estuvo acompañada por una serie de incendios que devastaron las secciones norte y centro de la ciudad, lo que resultó en un éxodo constante de los residentes de la ciudad a los centros griegos de gobierno en el exilio. El saqueo de Constantinopla por los cruzados latinos en 1204 fue una catástrofe económica. Debido a la crisis financiera, el estado solo pudo pagar 100 000 marcos de plata (65 000 libras de plata pura) de 200 000 marcos de plata (equivalente a 800 000 hyperpyra) a los cruzados en 1204. El conteo oficial del saqueo de Constantinopla fue de aproximadamente 900 000 marcos de plata, el equivalente a aproximadamente 3 600 000 hyperpyra o 50 000 libras de oro. Los empobrecidos emperadores latinos derritieron estatuas por monedas, mientras que los venecianos exportaron sus ganancias decrecientes, junto con las reliquias y la arquitectura selecta para sus iglesias. La situación era tal que en 1237, el emperador latino Balduino II empeñó la corona de espinas en un mercader veneciano por 13 134 monedas de oro.
En el momento en que los Palaiologoi tomaron el poder, los comerciantes italianos dominaban el comercio marítimo, mientras que las incursiones de turquicas dificultaba el comercio por vía terrestre. Miguel VIII Palaiologos se esforzó por restaurar la grandeza de la capital, pero los recursos del imperio eran inadecuados. En 1282, Miguel VIII se vio obligado a agotar el tesoro para pagar el enorme soborno de 60 000 hyperpyra al rey Pedro III de Aragón para invadir el Reino de Sicilia. Constantinopla volvió a ser así como lo fue en los siglos VII y VIII, una red ruralizada de núcleos dispersos; en las últimas décadas antes de la caída, su población era de solo 70 000 personas. Gradualmente, el estado también perdió su influencia en las modalidades de comercio y los mecanismos de precios, y su control sobre la salida de metales preciosos y, según algunos estudiosos, incluso sobre la acuñación de monedas. En 1303, los ingresos anuales del imperio se redujeron a menos de 1 800 000 de hyperpyra, bajo Andronikos II Palaiologos. En 1321, solo con un esfuerzo extremo, Andonikos II fue capaz de recibir ingresos a 1 000 000 hyperpyra.
La economía bizantina había declinó tanto que en 1343 la emperatriz Ana de Saboya tuvo que empeñar las joyas de la corona bizantina en 30 000 ducados venecianos, que equivalían a 60 000 hyperpyra. En 1348, Constantinopla tenía un ingreso anual de 30 000 hyperpyra, mientras que a través del Cuerno de Oro en la colonia genovesa de Gálata, el ingreso anual era de 200 000 hyperpyra. Cuando el emperador Juan VI Kantakouzenos intentó reconstruir la marina bizantina, solo pudo levantar una inadecuada de 50,000 hyperpyra. El único éxito durante este período fue cuando la República de Génova acordó pagar una indemnización de guerra de 100 000 hyperpyra en 1349. Cuando el emperador Juan V Paleólogo fue capturado por Iván Alejandro en 1366, se vio obligado a pagar un rescate de 180 000 florines. En 1370, el imperio debía Venecia 25 663 hyperpyra (de los cuales sólo 4 500 hyperpyra hasta ahora habían sido pagadas) por los daños causados a los bienes venecianos. En febrero de 1424, Manuel II Palaiologos firmó un tratado de paz desfavorable con los turcos otomanos, en virtud del cual el Imperio bizantino se vio obligado a pagar 300 000 monedas de plata al sultán anualmente. En 1453, la economía del barrio genovés en Constantinopla tenía un ingreso 7 veces mayor que el de todo el Imperio. El emperador Constantino XI le debía a Venecia 17 163 hiperpyra cuando cayó Constantinopla en 1453.
La cantidad exacta de ingresos anuales el gobierno bizantino recibió, es un asunto de debate considerable, debido a la escasez y naturaleza ambigua de las fuentes primarias. La tabla siguiente contiene estimaciones aproximadas.
| Año  | Ingresos anuales    |
| ---- | ------------------- |
| 305  | 9 400 000 solidi    |
| 457  | 7 800 000 solidi    |
| 518  | 8 500 000 solidi    |
| 533  | 5 000 000 solidi    |
| 540  | 11 300 000 solidi   |
| 555  | 6 000 000 solidi    |
| 565  | 8 500 000 solidi    |
| 641  | 3 700 000 nomismata |
| 668  | 2 000 000 nomismata |
| 775  | 1 800 000 nomismata |
| 775  | 2 000 000 nomismata |
| 842  | 3 100 000 nomismata |
| 850  | 3 300 000 nomismata |
| 959  | 4 000 000 nomismata |
| 1025 | 5 900 000 nomismata |
| 1150 | 5 600 000 hyperpyra |
| 1303 | 1 800 000 hyperpyra |
| 1321 | 1 000 000 hyperpyra |

## Rol del estado

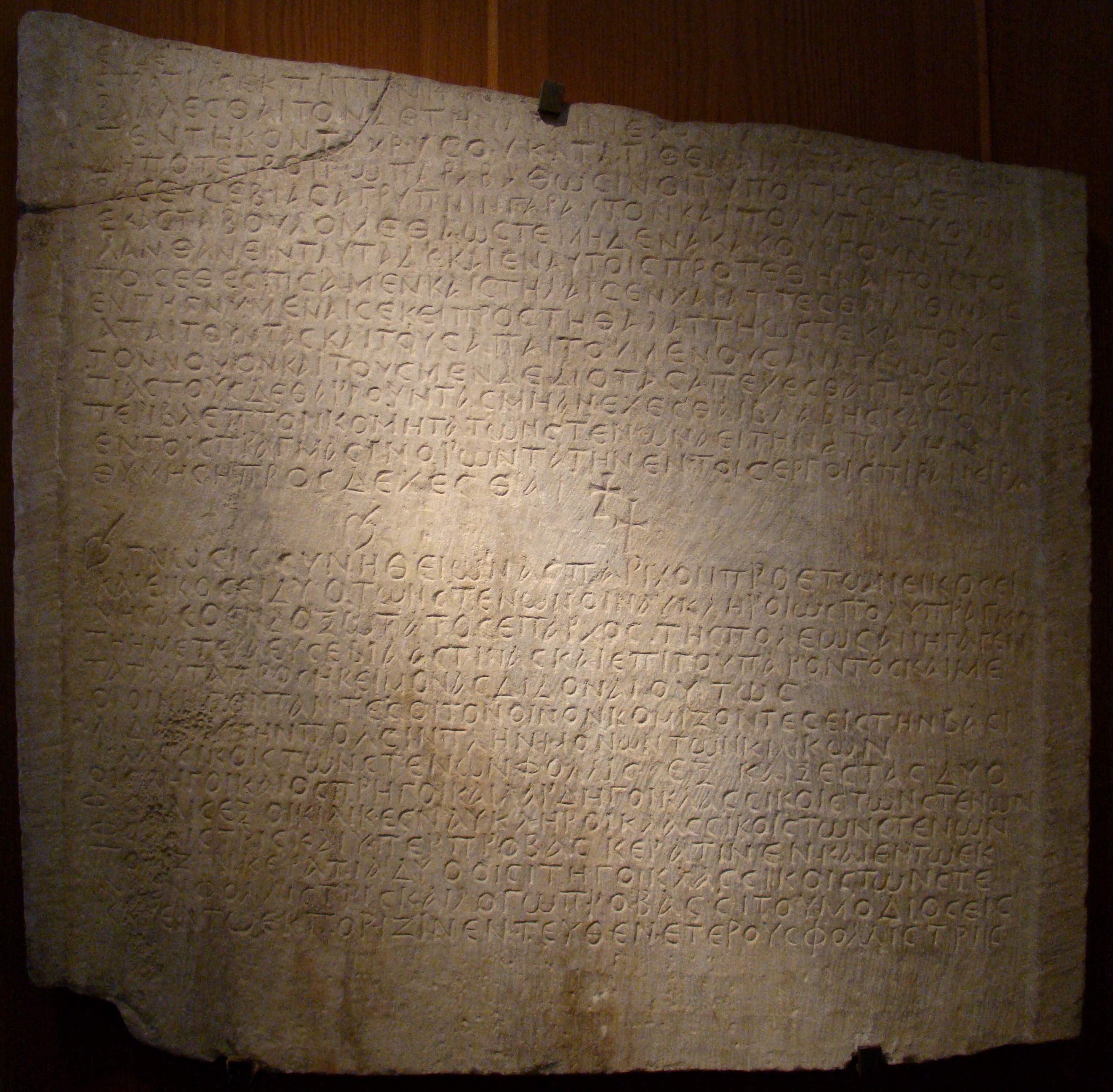
Ley del emperador bizantino Anastasius I (491-518) regulando el paso a través de los Dardanelos.

El estado conservó el monopolio de emitir monedas y poder de intervenir en otros sectores importantes de la economía. Ejerció un control formal sobre las tasas de interés y estableció los parámetros para la actividad de los gremios y corporaciones en los que el estado tenía interés especial (por ejemplo, la venta de seda) o cuyos miembros ejercieron una profesión que era importante para el comercio. El emperador y sus funcionarios intervinieron en momentos de crisis para asegurar el aprovisionamiento de la capital y para mantener bajo el precio de los cereales. Por esta razón, el imperio controlaba estrictamente tanto la circulación interna de los productos básicos como el comercio internacional (ciertamente en la intención, en gran medida también en la práctica). Además, el estado a menudo recolectaba parte del excedente en forma de impuesto y volvía a ponerlo en circulación, a través del pago de salarios a funcionarios estatales del ejército, o en forma de inversión en obras públicas, edificios o obras de arte.

## Acuñación

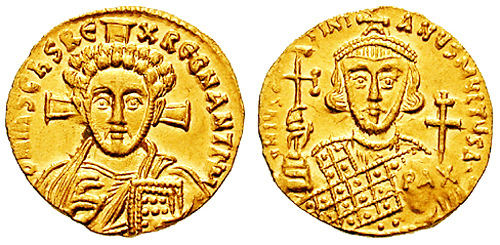
Solidus de oro de Justiniano II Rhinotmetos (4.42 g). Acuñado después de 692.

La moneda era la forma básica de dinero en el Imperio Bizantino, aunque existía el crédito: hay archivos que nos sugieren que tanto los bancos como los banqueros no eran tan primitivos como a veces se ha sugerido. El Imperio Bizantino fue capaz de hacer funcionar un sistema monetario duradero por más de mil años, desde Constantino I hasta 1453 debido a su relativa flexibilidad. El dinero fue el producto e instrumento de una organización financiera y fiscal compleja y desarrollada que contribuyó a la integración económica de su territorio.
Las primeras características de la organización administrativa de la producción monetaria fueron establecidas por primera vez por Diocleciano y Constantino, y todavía existían a principios del siglo VII. Durante la historia bizantina, la supervisión de las cecas perteneció al Emperador; así el gobierno controlaba, hasta cierto punto, la oferta monetaria. Sin embargo, el Emperador y su gobierno no siempre fueron capaces de conducir una política monetaria en el sentido moderno del término.
Desde la creación del sistema monetario bizantino por parte de Constantino en 312, el valor se centraba en el oro del solidus, una moneda cuyo valor nominal era igual a su valor intrínseco, como lo demuestra el Código de Teodosio. El solidus se convirtió en un medio estable y de alto precio para almacenar y transferir valores. En la Novella 16 de Valentiniano III castigó con la muerte a cualquiera que se atreviera a "rechazar o reducir un solidus de buen peso". El peso y la pureza de la acuñación se unieron a otro elemento: la autenticidad del sello, que sirvió para garantizar los otros dos. Junto a esta moneda de oro de valor "real", y una moneda de plata ligeramente sobrevaluada, también había una moneda de bronce de carácter fiduciario. A finales del siglo X y XI, el dinero sufrió una profunda transformación, seguida de una crisis; La denominación afectó a todos los metales en diferentes fechas, de diferentes formas. La reforma de Alexios I Komnenos puso fin a esta crisis restaurando una acuñación de oro de alta finura, el hyperpyron, y creando un nuevo sistema destinado a perdurar durante aproximadamente dos siglos.

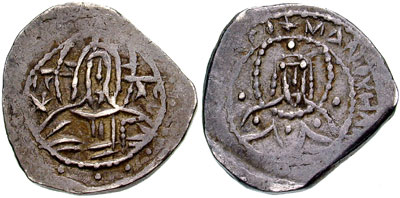
Medio stavraton emitido por Manuel II (3.53 g). El su inscripción de lee "Manuel en Cristo [nuestro] Dios, fiel emperador ."

En 1304, la introducción del basilikon, una acuñación de plata pura modelada en el ducado veneciano marcó el abandono de las estructuras komnenianas bajo la influencia de los modelos occidentales. El sistema que comenzó en 1367 se construyó alrededor del stavraton, una moneda de plata pesada equivalente al doble del peso del metal fino de la hyperpyra. A fines del siglo XII, especialmente a partir de 1204, la fragmentación política del imperio dio lugar a la creación de monedas "nacionales" (por ejemplo, en Trebizonda en 1222, en Bulgaria en 1218 y en Serbia en 1228), colonial o feudal. Las monedas venecianas pronto penetraron la circulación monetaria en Bizancio. Esta situación contrasta con el monopolio que la moneda bizantina disfruto hasta el siglo XII, dentro de sus propias fronteras, y mediante su difusión dándole influencia política y económica.

## Comercio

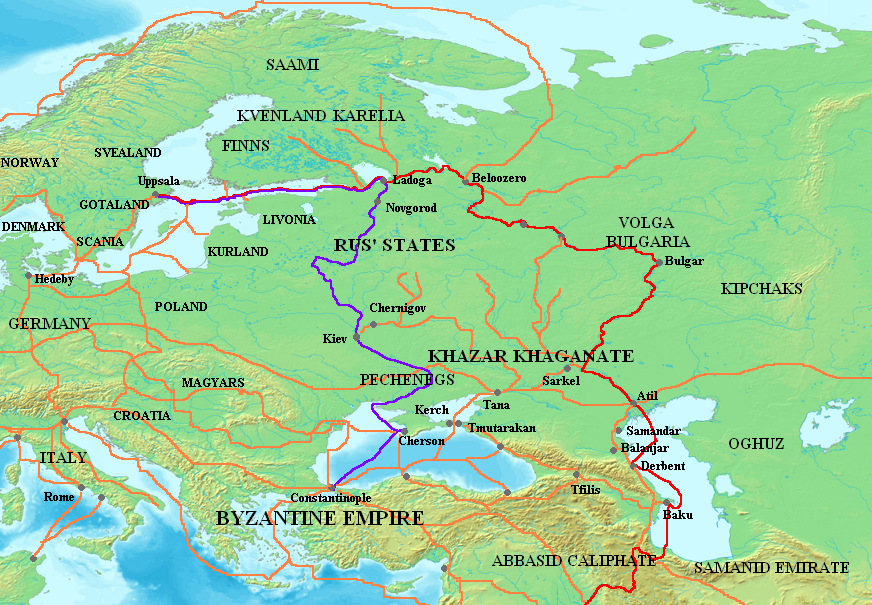
Mapa que muestra las principales rutas comerciales de los varegos. La ruta comercial de los varegos a los griegos se muestra en morado. Otras rutas comerciales de los siglos VIII-XI se muestran en naranja.

Uno de los fundamentos económicos del imperio fue el comercio y el cultivo de grano. Constantinopla estaba ubicada en importantes rutas comerciales de este a oeste y de norte a sur. Trebizonda era un puerto importante para el comercio oriental. Las rutas exactas variaron a lo largo de los años con las guerras y la situación política. Las importaciones y exportaciones fueron gravadas uniformemente al diez por ciento.
El grano y la seda eran dos de los productos más importantes para el imperio. La invasión árabe de Egipto y Siria dañó el comercio de Bizancio y afectó la provisión de la capital con grano. A medida que la población aumentó en los siglos IX y X, también aumentó la demanda de grano. Existía un mercado funcional para el grano en Constantinopla, pero no estaba completamente autorregulado: el estado podía desempeñar un papel en la disponibilidad del grano y en la formación de precios.

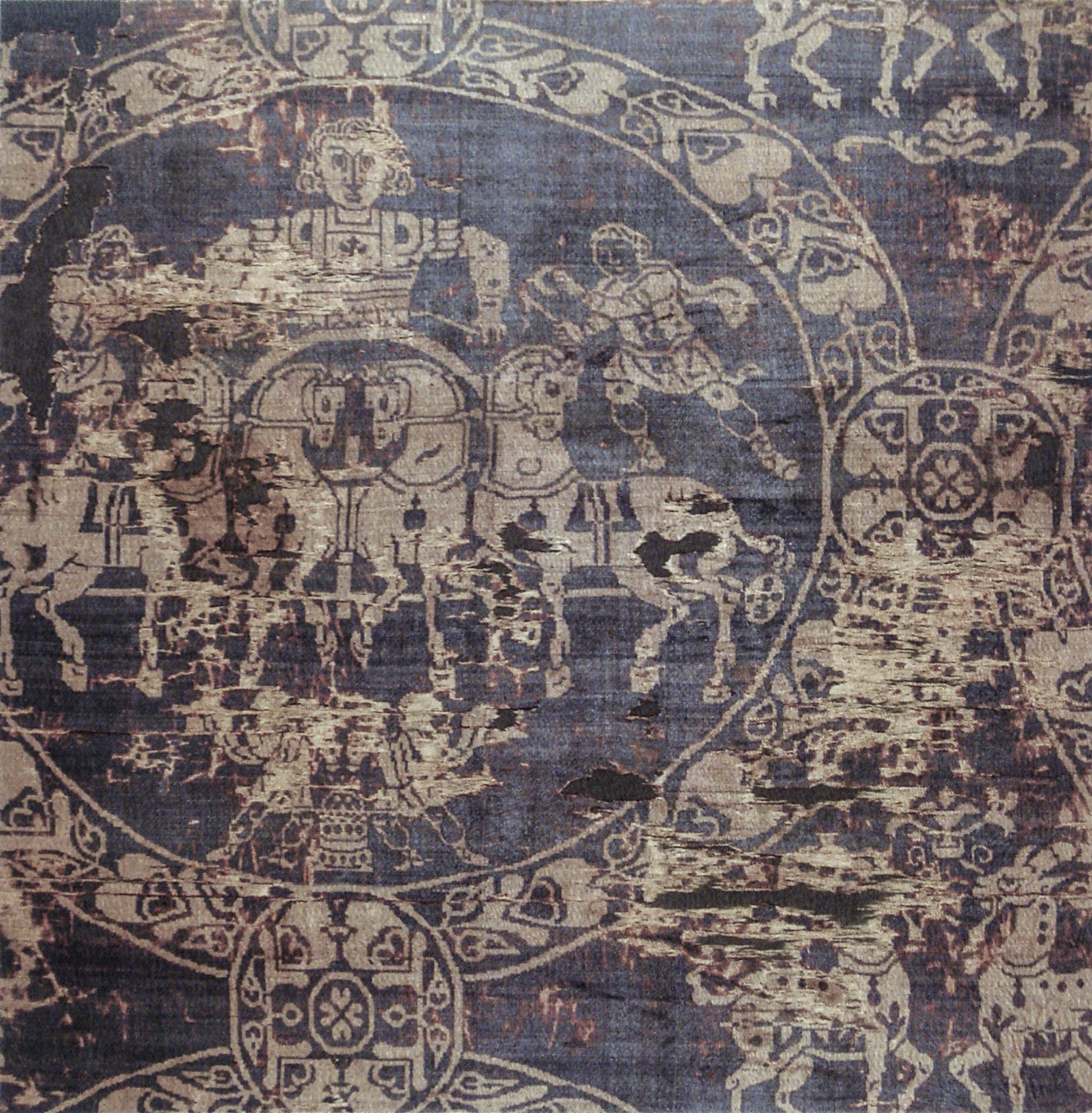
El Sudario de Carlomagno, una seda bizantina policroma, siglo IX. París, Musée Nacional du Moyen Âge.

La seda era utilizada por el estado tanto como medio de pago como en la diplomacia. En un principio compraban seda cruda en China y se la transformaban en finos brocados y telas de oro que vendían a medio mundo. Luego introdujeron gusanos de seda en el imperio lo que hizo al comercio de la seda desde China menos importante. Después de Justiniano, la fabricación y venta de seda se convirtió en un monopolio imperial, solo se procesaba en fábricas imperiales y se vendía a compradores autorizados. Los comerciantes de seda cruda podían comprar la seda cruda de fuera de Constantinopla, pero no tenían la autoridad para viajar fuera de la ciudad para obtenerla, posiblemente para no poner en peligro las actividades de los comerciantes provinciales que vendían la seda.
Los otros productos que se comercializaban en Constantinopla y en otros lugares, eran numerosos: aceite, vino, sal, pescado, carne, verduras, otros productos alimenticios, madera y cera. La cerámica, el lino y la tela tejida también eran artículos de comercio. Los artículos de lujo, como sedas, perfumes y especias también fueron importantes. El comercio de esclavos se atestigua, tanto a  nombre del estado como, posiblemente, por individuos privados. El comercio internacional se practicaba no solo en Constantinopla, que era hasta finales del siglo XII un importante centro del comercio de lujo del este, sino también en otras ciudades que funcionaban como centros de comercio interregional e internacional, como Salónica y Trebizonda. Los textiles deben haber sido, con mucho, el elemento de exportación más importante; la seda se importaba a Egipto, y también aparece en Bulgaria y Occidente. El imperio también tenía actividad comercial a través de Venecia (siempre que este último fuera parte del imperio): sal, madera, hierro y esclavos, así como productos de lujo del este, fueron los productos intercambiados. En 992, Basilio II concluyó un tratado con Pietro II Orseolo en el sentido de que los derechos de aduana de Venecia en Constantinopla se reducirían de 30 nomismata a 17 nomismata a cambio de los venecianos que acordaron transportar tropas bizantinas al sur de Italia en tiempos de guerra. Durante los siglos XI y XII, el comercio italiano en el imperio tuvo lugar en condiciones privilegiadas, incorporadas en tratados y privilegios que se concedieron a Amalfi, Venecia, Génova y Pisa.
La Cuarta Cruzada y la dominación veneciana del comercio en el área crearon nuevas condiciones. En 1261, los genoveses recibieron generosos privilegios aduaneros y, seis años después, los venecianos recuperaron su barrio original en Constantinopla. Las dos potencias comerciales del norte de Italia crearon las condiciones que les permitieron llegar a cualquier punto de Bizancio y poner toda la región económica al servicio de sus intereses comerciales.
Los Palaiologoi intentaron reactivar la economía y restablecer las formas tradicionales de supervisión política y orientación de la economía. Sin embargo, fue evidente que el estado bizantino no pudo obtener el control total de las fuerzas económicas extranjeras o nacionales. Gradualmente, el estado perdió su influencia sobre las modalidades de comercio y los mecanismos de precios, y su control sobre la salida de metales preciosos y, según algunos estudiosos, incluso sobre la acuñación de monedas. Los funcionarios bizantinos que implementaron una política regulatoria utilizaron las prerrogativas estatales como apoyo a sus negocios privados. La actividad comercial privada también se vio afectada por las crisis en la política exterior y la erosión interna de Bizancio.

## Agricultura

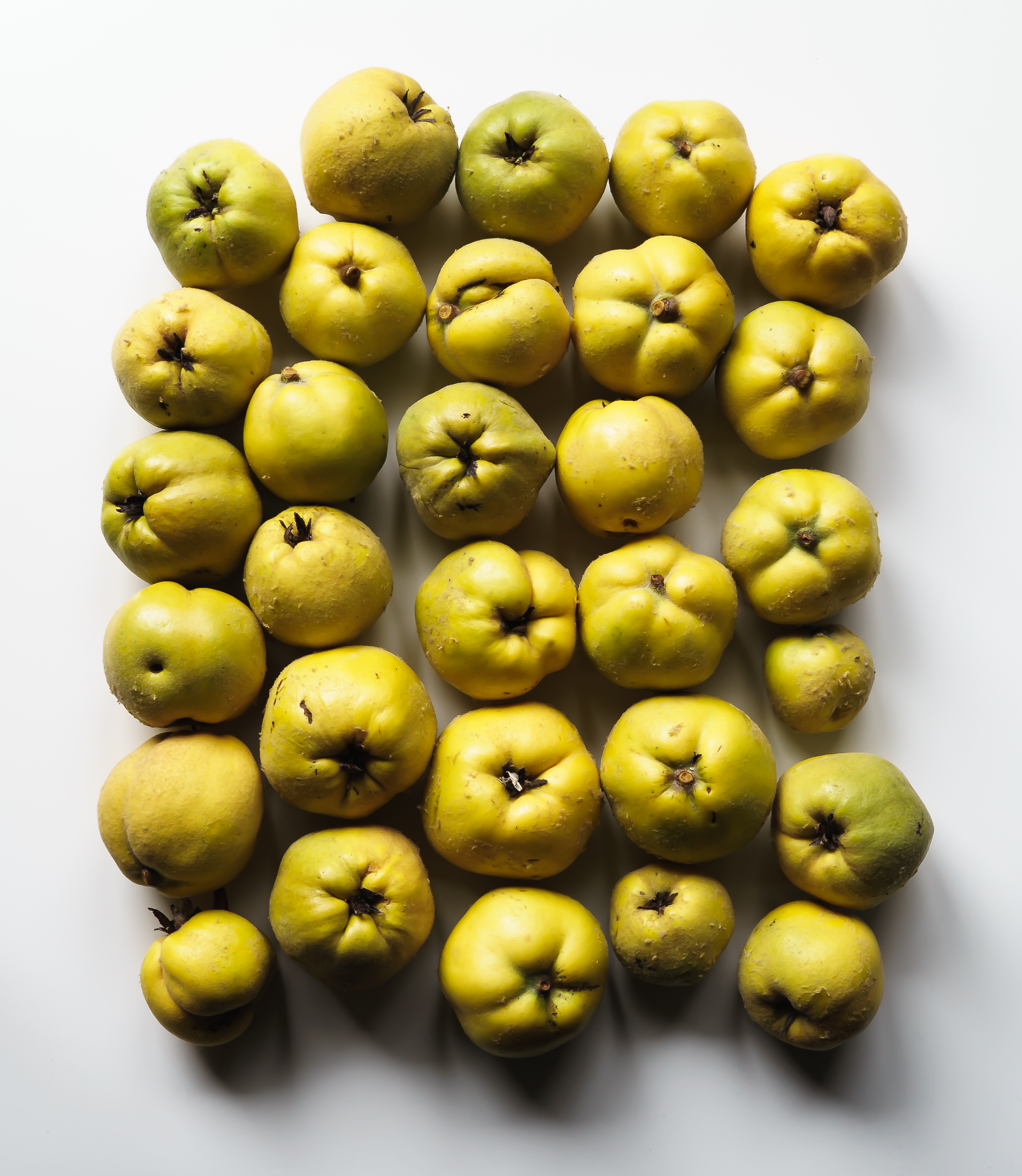
Membrillos de Constantinopla

El desarrollo en la economía rural, aunque lento, fue continuo desde el siglo VIII hasta principios del siglo XIV. Las áreas cercanas al mar con cultivos de cereales, vides y olivares (el interior de los Balcanes y Asia Menor concentrados en la cría de ganado) fueron relativamente bien favorecidas, y parecen haber desempeñado un papel importante en el desarrollo de la economía bizantina. Las herramientas del campesinado cambiaron poco a lo largo de los siglos y se mantuvieron rudimentarias, lo que resultó en una baja proporción de productividad a mano de obra. Sin embargo, según ciertos estudiosos, la permanencia de las técnicas y las herramientas son evidencia de su adaptación exitosa al medio ambiente.
Desde el siglo VII hasta el siglo XII, la organización social de la producción tuvo dos polos: la finca y aldea (una colección de pequeños propietarios libres). La estructura social de la aldea era la forma organizativa que mejor se adaptaba a las condiciones inseguras, y la finca cumplía esta función una vez que las condiciones volvían a ser seguras. En principio, existía una clara distinción entre los inquilinos que vivían en las haciendas (y debían cuotas al dueño del lugar) y los habitantes de la aldea, muchos de los cuales poseían tierras y, en consecuencia, pagaban impuestos al estado. Sin embargo, no todos los cultivadores en la finca vivían allí, y no todos gozaban de un estatus especial. Algunos de ellos eran esclavos y otros eran trabajadores asalariados; Las referencias a los trabajadores asalariados son continuas desde el siglo séptimo hasta el final del período bizantino. De la misma manera, los habitantes de una aldea no serían todos terratenientes y, de estos, no todos serían agricultores; algunos propietarios de aldeas tenían el rango más bajo de estatus de aristócrata y eran más ricos que los agricultores arrendatarios. La distinción entre un terrateniente y un arrendatario agricultor (paroikos) se debilitó una vez que las tenencias de  paroikoi se consideraron hereditarias, y una vez que el paroikoi alcanzaba el estatus de propietario. Desde el siglo X en adelante, las grandes haciendas asumieron el papel principal que habían tenido hasta entonces las aldeas, aunque en una economía que en lo sucesivo estaba orientada hacia la demanda, con los intercambios monetarios tomando una mayor proporción. A principios del siglo XIV, el campo macedonio estaba formado por una red de fincas casi ininterrumpida que había reemplazado a la antigua red de comunas. Las aldeas que se sabe que poseían el estatus de comuna en el siglo X se convirtieron en haciendas del fisco, después de lo cual podrían ser cedidas a un monasterio o laicos.
La población era densa en el siglo VI, pero disminuyó en los siglos VII y VIII. Las epidemias (como la plaga de 541/542 y sus recurrencias hasta 747) parecen haber tenido mayores efectos sobre el volumen de la población que las guerras. A partir del siglo IX, la población del imperio aumentó, pero se distribuyó de manera desigual. Una población en crecimiento implicaría un aumento en el área de cultivo. El aumento de la población también fue aumento el número de personas que producían mucho o nada. Se estima que las áreas de cultivo deben haberse casi duplicado, y que la extensión de los cultivos podría haber afectado un cambio en la ubicación de las tierras de pastoreo y haber hecho retroceder los bosques.
Después de la Batalla de Manzikert en 1071, la mayor parte del interior de Anatolia se perdió, y los territorios restantes del Imperio fueron dominados por ciudades a las que los bizantinos pudieron aferrarse.
La conquista del imperio por los cruzados en 1204 y la subsiguiente división de los territorios bizantinos afectaron a la economía agraria, al igual que a otros aspectos de la organización económica y la vida económica. Estos territorios se dividieron entre los pequeños estados griegos y latinos, perdieron gran parte de la cohesión que pudieron haber tenido: el estado bizantino no pudo funcionar como una fuerza unificadora y, en el siglo XIII, hubo muy poco para reemplazarlo. El siglo XIII es el último período, durante el cual se puede hablar de un importante despejo de terrenos, es decir, el acto de llevar a cultivar tierras previamente no cultivadas. Pero el progresivo empobrecimiento del campesinado, conllevó al declive en la demanda de productos de valor agregado, y dio lugar a una concentración de recursos en manos de los grandes terratenientes, quienes debieron tener considerables excedentes.
Durante el siglo XIV, las continuas guerras civiles y externas pusieron fin a la expansión demográfica, las condiciones de los paroikoi y de las pequeñas propiedades se deterioraron en beneficio de los grandes latifundios hasta causar un fuerte declive demográfico en vastas regiones como Macedonia. La carga de los impuestos, las epidemias y el muy bajo grado de seguridad debilitaron cada vez más, no solo las pequeñas propiedades, sino también las posesiones de la aristocracia, lo que resultó en un aumento del poder económico de los monasterios en un proceso que duró hasta la consolidación de la conquista otomana.

## PIB
El PIB per cápita bizantino ha sido estimado por Branko Milanovic en un rango de $ 680 a $ 770 en dólares internacionales de 1990 en su punto máximo alrededor de 1000 (el reinado de Basilio II). Esto corresponde a un rango de $ 1304 a $ 1477 en dólares de hoy. El tamaño de la población bizantina en el momento se estima que ha sido entre 12 y 18 millones. Esto daría como resultado un PIB total entre $ 16 y $ 27 mil millones en términos de hoy.